# CONFIG.SYS
CONFIG.SYS — файл конфигурирования операционных систем семейств DOS, Windows 9x и OS/2. Это текстовый файл, содержащий директивы настройки системы и команды загрузки драйверов, он должен располагаться в корневом каталоге загрузочного устройства (англ. Boot disk) (дискеты или диска).
Под DOS директивы в этом файле задают некоторые аппаратные (такие, как состояние индикатора Num Lock) и системные параметры (например, количество и вложенность стеков для обработки аппаратных прерываний, количество дисковых буферов и т. п.), а также загружают драйверы для управления дополнительной и расширенной памятью (HIMEM.SYS, EMM386.EXE), экраном (ANSI.SYS, DISPLAY.SYS), дисководом CD-ROM и т. п.

## Использование
Под DOS CONFIG.SYS обрабатывается ядром системы IO.SYS. После обработки CONFIG.SYS загружается файл MSDOS.SYS и указанный директивой shell= в CONFIG.SYS интерпретатор командной строки или, в случае отсутствия этой директивы, COMMAND.COM. Уже командный интерпретатор отвечает за исполнение файла AUTOEXEC.BAT.
Это происходит во всех версиях DOS вплоть до MS-DOS 7.x (на которой основаны Windows 95 и Windows 98). Также, начиная с MS-DOS 6.0 появилась возможность пропустить обработку CONFIG.SYS с помощью функциональных клавиш F5 и F8, но эту возможность можно запретить с помощью директивы switches= в этом же файле.
В предыдущих версиях MS-DOS (до версии 6.0) не существовало возможности обойти обработку CONFIG.SYS при загрузке, в результате ошибка в написании (например, указание обычного исполнимого файла вместо драйвера) могла приводить к фатальным сбоям и невозможности загрузиться и для восстановления требовалась загрузка со сменного носителя (дискеты).
В Windows ME, основанной на MS-DOS 8.0, через этот файл уже нельзя загружать драйверы, однако известны способы обхода этого ограничения.
В операционных системах семейства Windows NT файл CONFIG.SYS не используется.
В операционных системах семейства OS/2 файл CONFIG.SYS используется на различных стадиях загрузки загрузчиком ядра OS2LDR, ядром OS2KRNL, а также рядом других компонент системы, в зависимости от текущей настройки системы.

## Файл config.nt
В операционных системах семейства Windows NT файл CONFIG.SYS не используется, а при старте DOS-сессий (для запуска в режиме эмуляции приложений, написанных для DOS) вместо него используется файл config.nt. Этот файл должен быть расположен в %systemroot%\System32, и его синтаксис похож на синтаксис CONFIG.SYS.

## Двойная загрузка DOS и Windows 9x
При установке Windows 9x поверх уже установленной DOS или Windows файл CONFIG.SYS (так же, как AUTOEXEC.BAT и системные исполняемые файлы IO.SYS, MSDOS.SYS и COMMAND.COM) переименовывается в CONFIG.DOS.
Это делается с целью облегчения двойной загрузки между Windows 9x и DOS: при загрузке в предыдущую версию системы (через выбор соответствующего пункта из стартового меню Windows, вызываемого клавишей F8, или через нажатие клавиши F4 при старте системы), этот файл временно, до следующей перезагрузки, переименовывается обратно, а файл CONFIG.SYS, созданный для Windows 9x, переименовывается в CONFIG.W40. (При этом файл IO.SYS в Windows 95 переименовывается в WINBOOT.SYS, а в Windows 98/ME — в JO.SYS).

## CONFIG.SYS в клонах DOS
Клоны DOS кроме файла CONFIG.SYS могут использовать файлы и c другими именами, что облегчает сосуществование разных версий DOS на одном диске. Например, в свободной операционной системе FreeDOS CONFIG.SYS ищется только если не найден файл FDCONFIG.SYS, а в некоторых версиях DR-DOS ищется файл DCONFIG.SYS.
Синтаксис CONFIG.SYS в FreeDOS отличается от синтаксиса в MS-DOS — а именно, в FreeDOS иной синтаксис для организации меню загрузки.

## Синтаксис
CONFIG.SYS имеет свой специальный синтаксис.
В основном, он состоит из директив вида команда=значение (или то же самое, но без знака равенства — например, numlock off). Список некоторых часто используемых команд CONFIG.SYS:
| Команда     | Описание                                                                                               |
| ----------- | --- |
| ;           | Строка с комментарием                                                                                  |
| break       | Задаёт поведение системы при нажатии комбинации Ctrl+C во время работы программ                        |
| buffers     | Резервирует место под указанное количество дисковых буферов                                            |
| country     | Задаёт региональные настройки (формат даты и времени, наименование валюты, порядок сортировки и т. п.) |
| device      | Загружает драйвер                                                                                      |
| devicehigh  | Загружает драйвер в UMB                                                                                |
| dos         | Параметры загрузки DOS (к примеру, перенос части ядра в HMA)                                           |
| fcbs        | Сколько одновременно можно открывать FCB                                                               |
| files       | Сколько одновременно можно открывать файлов                                                            |
| install     | Загружает резидентную программу (обычный исполнимый модуль не в формате драйвера)                      |
| installhigh | Загружает резидентную программу в UMB                                                                  |
| lastdrive   | Задаёт последнюю букву, доступную для назначения дискам                                                |
| numlock     | Задаёт состояние переключателя Num Lock                                                                |
| rem         | Строка с комментарием                                                                                  |
| set         | Устанавливает значение переменной окружения                                                            |
| shell       | Указывает интерпретатор командной строки, отличный от command.com, и/или его опции                     |
| stacks      | Резервирует место для стеков обработки аппаратных прерываний                                           |
| switches    | Дополнительные опции загрузки                                                                          |

Также, сразу после команды можно поставить знак вопроса ('?', например dos?=high) — в этом случае перед исполнением директивы запрашивается подтверждение исполнения.
Некоторые устаревшие или недокументированные команды:
| Команда    | Описание |
| ---------- | --- |
| availdev   | (MS-DOS 2.х) availdev=false делает имена драйверов (CON, LPT1 и т. п.) доступными только в стиле Unix через несуществующий каталог \dev (например, \dev\com1)                                                               |
| cpsw       | (MS-DOS 4.x) cpsw=off отключает переключение кодовых страниц |
| ifs        | (MS-DOS 4.x) загружает драйвер файловой системы |
| multitrack | (MS-DOS 4.0 и выше) multitrack=off отключает многодорожечное чтение — введено для решения проблем совместимости с нестандартными контроллерами дисков и дискет                                                              |
| switchar   | (MS-DOS 2.х) задаёт знак-префикс, отличный от /, для указания опций в командных строках — предполагалось использовать для уменьшения конфликта с путями, указанными в стиле Unix, где каталоги разделяются знаком /, а не \ |

Некоторые команды, специфичные только для OS/2:
| Команда     | Описание                                                            |
| ----------- | ------------------------------------------------------------------- |
| autofail    | Подавляет вывод сообщений об аппаратных ошибках                     |
| basedev     | Загружает базовые драйверы устройств                                |
| cache       | Управляет кешированием файловой системы HPFS                        |
| dllbasing   | Улучшает использование виртуальной памяти                           |
| dumpprocess | Активизирует сброс дампа                                            |
| iopl        | Управляет доступом к кольцам защиты                                 |
| libpath     | Управляет поиском динамических библиотек (DLL)                      |
| maxwait     | Пауза перед отданием задаче высшего приоритета                      |
| memman      | Управляет свопингом                                                 |
| priority    | Управляет приоритетом подзадач                                      |
| protectonly | При установке в yes запрещает выполнение приложений DOS или Windows |
| reipl       | Автоматическая перезагрузка после системного сбоя                   |
| rmsize      | Задаёт доступную память для сеанса DOS                              |
| threads     | Задаёт число подзадач                                               |
| vme         | Отключает расширения виртуального режима процессора 486DX2          |

### Несколько конфигураций и меню
Начиная с MS-DOS 6.0 появилась возможность в CONFIG.SYS группировать директивы в секции и описывать меню. Секции позволяют задать несколько конфигураций, а меню позволяет выбрать одну из них при загрузке системы. Секция начинается с имени секции в квадратных скобках [<имя секции>] и заканчивается с началом следующей секции (или с концом файла). При этом секция [menu] используется для описания меню, а секция [common] обрабатывается перед обработкой любой выбранной в меню конфигурации. Для задания меню в CONFIG.SYS были добавлены следующие команды:
| Команда     | Описание                                             |
| ----------- | ---------------------------------------------------- |
| include     | Включает в обработку секцию содержимое другой секции |
| menucolor   | Задаёт цвет меню                                     |
| menudefault | Задаёт пункт меню по умолчанию                       |
| menuitem    | Описывает пункт меню                                 |
| submenu     | Описывает пункт подменю                              |

При выборе пункта меню имя секции, указанное в этом пункте, сохраняется в переменной окружения CONFIG. Это позволяет с помощью команд goto %CONFIG% и if "%CONFIG%"== в AUTOEXEC.BAT (и в прочих пакетных файлах) выполнять разные действия в зависимости от выбора конфигурации при загрузке.

## Примеры файла CONFIG.SYS
```
numlock = off

break
 = on
dos = high,umb
country = 7,,c:\dos\country.sys
files = 40
device = c:\dos\himem.sys
device = c:\dos\emm386.exe ram i=b000-b7ff
shell = command.com /p /e:512

```

Пример CONFIG.SYS с меню:
```
[menu]
menuitem=WIN, Windows
menuitem=XMS, DOS with only Extended Memory
menudefault=WIN, 10
[common]
dos=high,umb
country=7,,c:\dos\country.sys 
device=c:\dos\himem.sys
shell=command.com /e:512 /p
[WIN]
device=c:\dos\emm386.exe ram
devicehigh=c:\windows\mouse.sys
devicehigh=c:\dos\setver.exe
[XMS]
device=c:\dos\emm386.exe noems

```

Пример CONFIG.SYS с меню в стиле FreeDOS:
```
screen=0x12
MENU Please Select Configuration:
MENU
MENU Option 0    basic stuff only
MENU Option 1    CD-ROM
MENU Option 2    TROUSERS
MENU Option 3    CD-ROM and TROUSERS
device=c:\dos\himem.exe
device=c:\dos\emm386.exe
dos=high,umb
country=7,,c:\dos\country.sys 
shell=c:\dos\command.com /p /e:512 /p
13? DEVICE=CDROM.SYS /D:CDDRIVE1
23? DEVICE=TROUSERS.SYS
0?  ECHO Warning: basic stuff only!

```